# 賀佐治
賀佐治（George Heyman，1949/1950年—），加拿大政治人物，2013年至2024年間以卑詩新民主黨黨員身份擔任卑詩省議會溫哥華麗景選區議員，期間曾在省長賀謹和尹大衛內閣中任職環境及氣候變化策略廳長。

## 背景
賀佐治雙親斯特凡和瑪塔·黑曼為波蘭猶太人，二戰期間在大日本帝國駐立陶宛考那斯代領事杉原千畝協助下逃離波蘭，後受居於加拿大的親戚贊助遷居卑詩省溫哥華，斯特凡在等待其工程師資歷獲得認證期間於當地任職機械師。
賀佐治於溫哥華出生，曾短暫任職伐木工，後於1978年改到卑詩省林木廳出任木材測檢員，期間參與勞工運動，到1999年出任卑詩政府及服務僱員工會主席至2008年。他曾以該工會代表身份從1998年至2000年出任加拿大職業健康及安全中心委員，1997年至2001年間亦列席卑詩勞工賠償局的管理人員小組。他從2009年至2012年末則任職卑詩塞拉俱樂部（Sierra Club BC）行政總監。

## 從政
賀佐治於2012年參與卑詩新民主黨溫哥華麗景選區候選人提名，同年10月21日以58%得票擊敗溫哥華市議員麥傑士獲取該黨候選人資格。2013年省選當晚，他壓倒競逐連任的自由黨候選人麥雅雯當選麗景選區省議員。新民主黨失掉選前優勢未能籌組政府，黨魁狄德安遂告請辭，賀佐治則一度考慮競選黨魁但後則打消念頭。他在第40屆省議會中擔任在野新民主黨的環境、綠色經濟及科技評議員。
他於2017年省選連任省議員，而新民主黨則在卑詩綠黨支持下籌組少數政府。賀佐治獲新任省長賀謹委任入閣為省環境及氣候變化策略廳長，同年7月18日宣誓就任。
2020年省選賀佐治擊敗曾任溫哥華市議員的自由黨候選人歐偉治而告連任。他在新一屆新民主黨多數政府中保留原有廳長職務，並兼任專責運輸聯線廳長。新任省長尹大衛於2022年12月7日公布內閣名單，賀佐治留任環境及氣候變化策略廳長，但專責運輸聯線廳長職務則廢除。他於2024年3月宣布不會在同年省選中競逐連任，同年10月省議員任期屆滿時卸任。

## 外部連結
- （英文）卑詩省議會網站 賀佐治議員簡介 （页面存档备份，存于）